# Conocyathus formosus
Conocyathus formosus is een rifkoralensoort uit de familie van de Turbinoliidae. De wetenschappelijke naam van de soort is voor het eerst geldig gepubliceerd in 2004 door Cairns.